# 용덕궁
용덕궁(龍德宮)은 고려 예종(睿宗) 때 도참설에 의하여 서경 용언 지리에 세운 궁궐로 용언궁(龍堰宮)이라고도 한다.
예종 원년(1105년)에 태사령(太史令) 음덕전(陰德全) 등의 의견을 따라 음덕전·김위제 등에게 상택(相宅)케 하였고, 2년(1106년)에 다시 최홍사(崔弘嗣)의 주장에 따라 용언궁 창건에 착수하여 예종 11년(1116년)에 낙성을 보고 그곳에서 군신의 조하(朝賀)를 받고 제문(制文)을 내렸다. 그러나 이때 오연총(吳延寵)은 세 가지 이유를 들어 반대 의견을 편 것으로 유명하다.